# The Blue Van
I The Blue Van sono un gruppo musicale blues rock danese attivo dal 2003.

## Formazione
- Steffen Westmark - voce, chitarra
- Søren V. Christensen - tastiere, voce, chitarra
- Allan F. Villadsen - basso
- Per M. Jørgensen - batteria, cori

## Discografia
- 2000 - Time Machines and Sunbeans
- 2001 - Supervantastic
- 2005 - The Art of Rolling
- 2006 - Dear Independence
- 2008 - Man Up
- 2010 - Love Shot
- 2012 - Would You Change Your Life?